# Christ Church (Neapel)

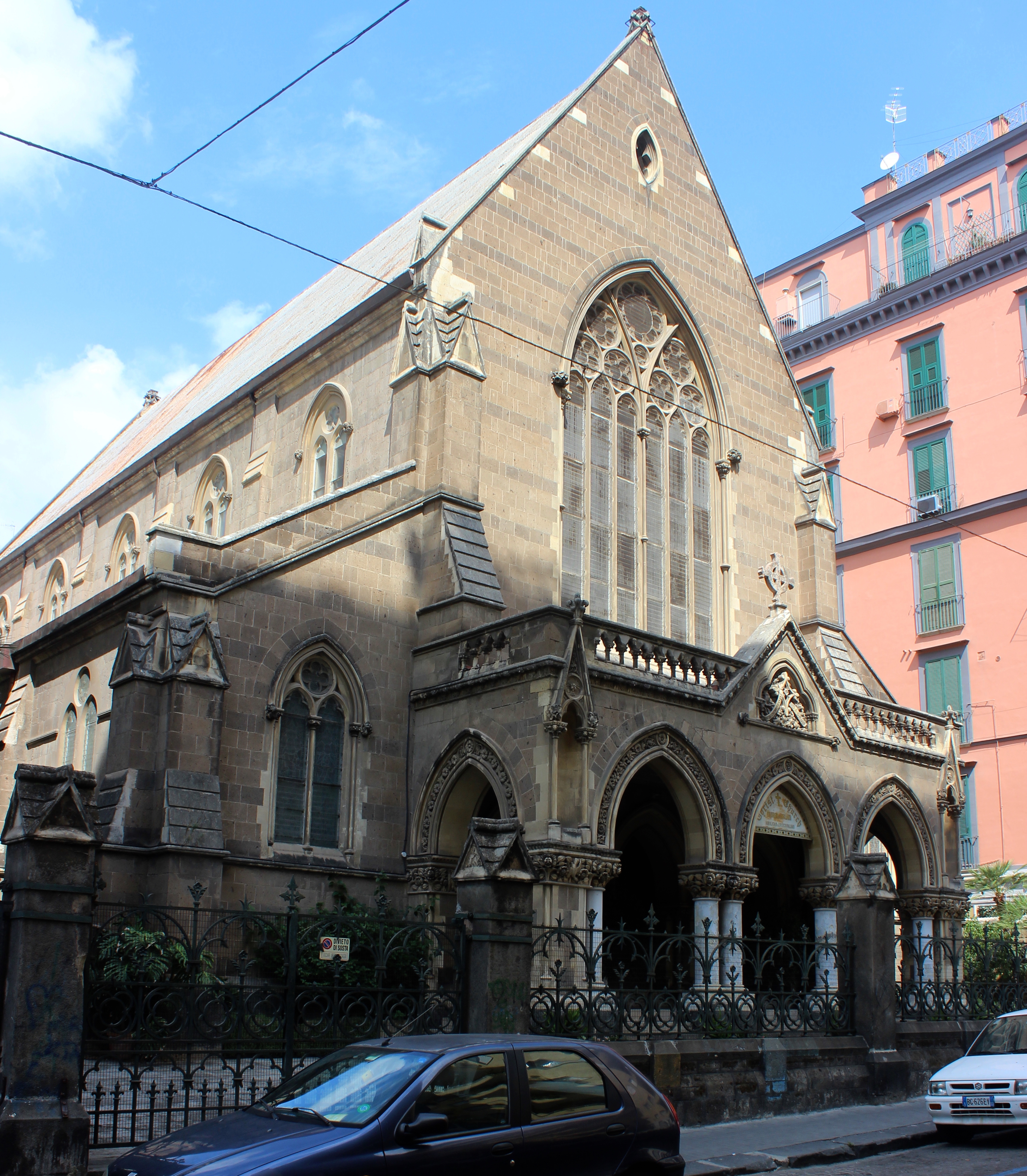
Christ Church Neapel

Christ Church (italienisch: Chiesa del Gesù) ist eine anglikanische Kirche in Neapel. Die Kirchengemeinde gehört zur Diözese in Europa der anglikanischen Church of England.

## Geschichte
Erst in der Regierungszeit von Ferdinand II. aus dem Haus Bourbon-Sizilien wurde den Nicht-Katholischen des Königreichs beider Sizilien das Recht auf Bildung eigener Kirchengemeinden zugestanden. 1831 erfolgte daher die Gründung einer anglikanischen Gemeinde, deren Gottesdienste in der Botschaft des Vereinigten Königreichs im Palazzo Calabritto in der Piazza dei Martiri gefeiert wurden. Erst im Zuge der Einigung Italiens durch Giuseppe Garibaldi wurde am 23. Oktober 1861 der Gemeinde der Bau einer eigenen Kirche in der Via San Pasquale gestattet, wo eine Militärreitschule für den Kirchenbau überlassen wurde. Nach einem Architekturwettbewerb zwischen neapolitanischen und englischen Architekten wurde 1862 der Kirchenbau nach einem Entwurf von Thomas Smith aus London begonnen, der zuvor die Kirche der englischen Gemeinde in Nizza fertiggestellt hatte. Am 15. Dezember 1862 erfolgte die Grundsteinlegung und am 3. März 1865 die Einweihung durch den Bischof von Gibraltar, Walter Trower.

## Architektur
Die Neapolitaner Christuskirche ist eine in Formen der englischen Neugotik errichtete, in einem Polygonschluss endende dreischiffige Basilika, wobei durch die Verwendung von Lagen aus dunklem und hellerem Sandstein eine intensive polychrome Wirkung erzielt wurde. Der durch ein großes sechsbahniges Maßwerkfenster beherrschten Querschnittfassade der turmlosen Kirche ist eine offene dreiteilige Vorhalle vorgelagert. Während die über fünf Seiten des Zehnecks errichtete Apsis sowie das anschließende Chorjoch im Innern kreuzrippengewölbt sind, wird das Kirchenschiff von dem in den Dachstuhl integrierten hölzernen Spitztonnengewölbe beherrscht.